# 水原あき
水原 あき（みずはら あき、1986年3月18日 - ）は、日本のAV女優。東京都出身。

## 人物
2005年4月、クリスタル映像からAVデビュー、同年10月、ワンズファクトリーの専属女優となり、セルビデオデビューを果たした

## 出演作品
2005年
- たわわな純真（4月28日、クリスタル映像）
- ムニュムニュしてね ◆（5月21日、クリスタル映像）
- 女乳（6月18日、クリスタル映像）
- コスプレ召使い（7月9日、クリスタル映像）
- A級乳犯 （8月20日、クリスタル映像）
- デジタルアングル（9月1日、ワンズファクトリー）
- Hカップびしょ濡れ乳姫（10月1日、ワンズファクトリー）
- 拘束［M］名器（11月1日、ワンズファクトリー）
- イカせ続けると女はどーなるのか？（12月1日、ワンズファクトリー）

2006年
- 水原あきです。 THE BEST REMIX（4月1日、ワンズファクトリー）※ 総集編
- すごいカラダの接吻とセックス（5月5日、ドグマ）
- 超巨乳Wナース（7月7日、プレミアム）
- パイ工房 水原あき（7月15日、ジェイモデル）
- びしょ濡れ乳姫DX（8月1日、ワンズファクトリー）※ 総集編
- パイドロイド AKI007（8月15日、ジェイモデル）
- 巨乳交尾エロ（9月28日、ドグマ）
- ふたなりズム4（11月6日、ドグマ）